# Удугов, Мовлади Саидарбиевич
Мовла́ди Саидарби́евич Уду́гов (при рождении Темишев; 9 февраля 1962, Грозный (по др. данным — с. Герменчук) — ичкерийский государственный деятель, пропагандист, один из главных идеологов и инициаторов вторжения чеченских боевиков в Дагестан в 1999 году. Глава службы информации «Имарат Кавказ» (Кавказ-центр).
Занимал должности министра информации и печати самопровозглашённой Чеченской Республики Ичкерия, первого вице-премьера ЧРИ, министра иностранных дел ЧРИ, директора Национальной службы информации ЧРИ. Был пресс-секретарём президента ЧРИ Джохара Дудаева. Был одним из создателей и руководителей террористической организации Конгресс народов Ичкерии и Дагестана. Один из главных идеологов международного терроризма на Северном Кавказе. В российских СМИ за ним закрепилось прозвище «Чеченский Геббельс».

## Биография
В 1979 году пытался поступить на журналистский факультет МГУ имени М. В. Ломоносова, но не прошёл по конкурсу.
Заочно окончил экономический факультет Чечено-Ингушского государственного университета по специальности «Бухгалтерский учёт в промышленности», учился в 1983—1988 годах. По другим данным, обучался на факультете журналистики Санкт-Петербургского государственного университета. Являлся кандидатом в члены КПСС, но за высказываемые националистические взгляды не был принят в партию.
В студенческие годы находился под следствием по обвинению в мошенничестве, в связи с чем был вынужден сменить фамилию отца — Темишев на фамилию матери — Удугов. В 1988 году являлся главным редактором газеты «Ориентир», запрещённой обкомом год спустя.
В декабре 1991 года назначен министром информации и печати ЧРИ. В феврале 1994 года приказом Джохара Дудаева ему было присвоено звание бригадного генерала ЧРИ. Во время Первой чеченской войны выступал с заявлениями от имени чеченцев в прессе и по радио, вёл антисемитскую пропаганду. С февраля 1995 года фактически пресс-секретарь Джохара Дудаева.
В январе 1997 года баллотировался на пост президента ЧРИ, кандидатом в вице-президенты являлся полевой командир Зияуди Белоев. Получил 1 % голосов избирателей.
В межвоенный период основал и содержал телевидение «Кавказ» в Грозном.
В августе-сентябре 1999 года активно поддержал вторжение боевиков в Дагестан, закончившееся провалом. Серьёзными просчётами, по мнению Трошева, изобиловала и пропагандистская кампания Удугова, таким, как видеозапись, на которой боевик объясняет телезрителям, что они сами не забирают скот у местных жителей себе на пропитание, а питаются только теми животными, которых уже убили российские солдаты, то есть едят падаль, хотя это, по словам генерала, запрещено в исламе. Осенью 1999 года покинул Чечню. Один из основателей сайта «Кавказ-центр», осуществляющего пропагандистскую поддержку чеченских боевиков.
20 марта 2000 года был объявлен в федеральный и международный розыск по обвинению в организации и участии в нападении боевиков на Новолакский район Дагестана в сентябре 1999 года (ст. 279 УК РФ (вооружённый мятеж)).
В 2005 году рабочая группа по контртерроризму ООН, рассматривавшая запрос России по включению Мовлади в список ООН № 1267, куда вносятся лица связанные с «Аль-Каидой», отклонила этот запрос, так как МИД и спецслужбы стран-участниц группы не нашли никаких свидетельств указывающих на связь Мовлади Удугова с «Аль-Каидой».
23 апреля 2006 года заявил о намерении объявить России «тотальную войну», посылая террористов во все её уголки.
Докку Абу Усман в 2012 году вспоминал, что «в провозглашении Имарата Кавказ Удугов не принимал участия».
Приказом № 2 от 4 февраля 2008 года, генеральный представитель Имарата Кавказ за рубежом Шамсуддин Батукаев утвердил Мовлади директором Информационно-аналитического центра (ИАЦ) Векалата Имарата Кавказ за рубежом.
Летом 2010 года Доку Умаров отстранил Мовлади Удугова от обязанностей «главы информационно-аналитической службы».
В 2009 году т. н. правительство Ичкерии приняло решение о привлечении Удугова к шариатскому суду.
Удугов предположительно скрывается в одной из мусульманских стран, среди возможных мест его нахождения назывались Турция, Бахрейн и др. В марте 2011 года обозреватель газеты «Московский комсомолец» Вадим Речкалов сообщил, что в настоящее время Мовлади Удугов проживает в Чехии, «где серьёзно злоупотребляет красивой жизнью»; в мае того же года «Аргументы.ру» также заявили, что Удугов «живёт под Прагой». Между тем, по заявлениям Рамзана Кадырова, сделанным в апреле и мае 2010 года, Удугов находится в Турции.
Является директором информационно-аналитической службы Имарата Кавказ, отвечая, в частности, за работу сайта Кавказ-центр.
Амир террористической организации «Кавказский эмират» Доку Умаров в интервью в апреле 2012 года упоминает, что по достоверным данным, полученным им от «своих моджахедов, которые были в плену у ФСБ, в застенках у кафиров», с получением их согласия на сотрудничество с врагами сопротивления, «когда получали от них своё задание, то в первую очередь им ставилась задача уничтожить Удугова». Голову Удугова ФСБ, по утверждению Умарова, оценило в 500 тыс. долл.

## Пропаганда международного терроризма
На крупном видеохостинге YouTube размещён видеоролик, где в конце 1990-х годов Удугов грозится «первым напасть на кафиров (иноверцев) в 21 веке и первым их убивать», и в 1999 году он перебрался в Турцию и скрывается там по сей день, продолжая пропагандировать идеи международного терроризма.

## Взгляды
Во время Первой чеченской войны выступал с заявлениями от имени боевиков в прессе и по радио, вёл антисемитскую пропаганду. Как отмечал в своей книге представитель российского отделения Антидиффамационной лиги Василий Лихачёв:

Информационное обеспечение чеченским сепаратистам осуществлял Мовлади Удугов, известный своими антисемитскими взглядами. В результате после временной победы сепаратистов в 1996—1999 годах Чечня стала регионом победившего антисемитизма (что прекрасно иллюстрирует тезис о возможности антисемитизма без евреев — ведь речь идёт о мифологии, а не о реальном противостоянии с реальным врагом). Журналисты с удивлением констатировали, что «до войны чеченцы относились к этому народу достаточно доброжелательно, сегодня же ситуация резко изменилась». Чеченские боевики в интервью журналистам утверждали, что «чеченцы стали жертвой мирового сионистского заговора», или что «евреи руками глупых русских убивают мусульман».

Кандидат исторических наук Лема Вахаев в своей работе 1999 года указывает, что «для М. Удугова Россия вообще просто пешка в западной антиисламской игре. „Те, у кого сегодня в руках деньги, мне кажется, чётко разработали стратегию… чтобы сделать из России враждебную страну для исламского мира… Подобная стратегия привела к войне в Чечне“.
При этом в интервью Удугова, обращённом к российскому читателю, содержится не очень прикрытый призыв к России — обратиться против Запада в союзе с исламским миром и прежде всего с Ичкерией».
В своём интервью «Umma News» в марте 2013 года призывает русских и другие народы «осмыслить происходящее, отказаться от ложных идей», принять ислам. Удугов заявляет: «Рушится так называемый „мировой порядок“, не успев толком утвердиться… рушится потому, что изначально был построен на оголтелом безбожии. Либерализм, который он утвердил как господствующую идеологию, принимает всё более уродливые сатанинские формы. Достаточно указать на воинствующую содомию как признак крайнего вырождения этого общества». По его мнению: «Пришло время, когда карта мира будет перекраиваться под религиозным флагом». При этом православие, по его мнению, это «христианство, которое РПЦ, в своё время, адаптировала для русской крепостной массы».

## Оценки
Герой России, генерал-полковник Геннадий Трошев в своих воспоминаниях «Моя война. Чеченский дневник окопного генерала» так оценивал его деятельность:

Этот человек занимает особое место в галерее известнейших чеченских сепаратистов, его называют непревзойдённым пропагандистом «чеченской национальной революции». Стало расхожим утверждение, что ему удалось в одиночку выиграть информационную войну в 1994—1996 годах у целого полка российских военных идеологических бойцов. Последнее, замечу, не так уж далеко от истины. Хотя вернее было бы сказать, не столько он выиграл информационные бои, сколько мы их проиграли, особенно в начале первой чеченской кампании.
<…>
В первые дни боёв в декабре 1994 года у ворот КПП вблизи Моздока, где расположился штаб Объединённой группировки войск, толпились журналисты в ожидании информации, но московские идеологические чиновники всячески избегали таких встреч. И неудивительно, что вся пишущая и снимающая братия бросилась искать новые источники новостей. Так, многие из них оказались в кабинете Удугова. К встречам со своими «дорогими коллегами» он готовился основательно. К их услугам всегда были «свежие свидетели» зверств наших солдат, сомнительного вида «солдатские матери» с жуткими историями службы своих сыновей, повергавшими в шок тысячи российских матерей.
— Геннадий Трошев. «Моя война. Чеченский дневник окопного генерала», воспоминания, книга
Журналист А. И. Угланов в октябре 1999 года в статье в газете «Аргументы и факты» отмечая, что «нынешняя исполнительная, и в первую очередь президентская власть стоит на пороге информационного поражения в Чечне» высказывал мнение, что «ещё немного — и за дело возьмётся Мовлади Удугов, гений пропаганды, во многом благодаря которому чеченская кампания 1994 — 1996 годов закончилась для федеральной власти поражением».